# 阿里丘瓦火山
16°36′4″S 70°2′0″W / 16.60111°S 70.03333°W
阿里丘瓦火山（Arichua），是秘魯的火山，位於該國南部普諾大區的普諾省，處於阿科拉區以南，屬於安第斯山脈的一部分，海拔高度5,150米。